# Tornado d'Oklahoma del 1999
Il tornado dell'Oklahoma del 1999, noto anche come tornado di Bridge Creek-Moore del 1999, fu un potente e longevo tornado di categoria F5 che causò ingenti danni principalmente nella zona di Bridge Creek, Moore e Oklahoma city, capitale dello stato dell'Oklahoma negli Stati Uniti, nella serata di lunedì 3 maggio 1999. È noto per aver registrato la raffica di vento più intensa mai misurata nella storia: 516 chilometri orari (321 miglia orarie).